# Gas to liquids
Gas-to-liquids (GTL) står för att en gasformig råvara, till exempel naturgas, fackelgas, biogas, huvudsakligen innehållande metan, omvandlas till flytande drivmedel. Dessa är främst avsedda för konventionella fordon med dieselmotorer. Även flytande drivmedel för bensinmotorer och jetmotorer (turbiner, gasturbiner) kan tillverkas på detta sätt.
På senare år har man även utvunnit paraffinoljor för att tillverka motorolja, som då kan klassas som syntetiskt tillverkad olja.
GTL har många likheter med indirekta former av kolförvätskning och de utgör båda två olika undergrupper av generell förvätskning av kolväten. En av de vanligaste och mest etablerade tekniska lösningarna utgörs av Fischer-Tropsch-processen som kan användas för att omvandla allt från biomassa, kol och naturgas till flytande kolväten och syntetiska drivmedel. Andra vanliga processvägar utgörs av Mobilprocessen, som konverterar naturgas till metanol och slutligen bensin.